# 哲仁王后 (電視劇)
《哲仁王后》（：／），為韓國tvN於2020年12月12日起播出的週末連續劇，改编自2015年《太子妃升职记》，由《花郎》尹成植導演與《監獄醫生》朴繼玉編劇合作拍攝。本劇講述生活在自由的現代大韓民國的男人－青瓦台的廚師張奉煥的靈魂穿越到朝鮮王朝時代王宮內哲宗（金正賢飾）的王妃金昭容（申惠善飾）體內後所展開的故事。
香港、新加坡、马来西亚、印尼、中东、南非及菲律宾由Viu於12月12日起獨家播出。台灣由friDay影音12月13日起每週日、一早上10點獨家上線。

## 演員陣容

### 主要人物
| 演員                    | 角色     | 原版角色 | 介紹 | 國語配音 | 粵語配音                |
| 申惠善 （童年：徐恩率） | 金昭容   | 张芃芃   | 被張奉煥的靈魂附身的朝鮮王妃哲仁王后（尊稱中殿娘娘）。昭容為了家族、也為了不讓生下她後去世的母親白白死去，也為了對父親盡孝，將「被揀擇成為中殿」視為存在的理由，竭盡全力的生活。但進宮後發現哲宗身邊已經有趙花真了，自己什麼也做不了。能夠敞開心扉的只有崔尚宮和紅蓮而已，因此性格變得孤僻，成為了後宮們口中的「別宮魔女」。其實昭容一開始和哲宗見面的時候就被哲宗迷住了，心想：「這不是為了家族而有的政治婚姻，而是有愛情的婚姻」。但不久後，在命運錯置、誤解的驅使下，沉浸在無法擺脫的絕望裡。 | 張乃文   | 楊婉潼                  |
| 金正賢 （童年：金康勳） | 哲宗     | 齐晟     | 純元王后的繼子，朝鮮王朝第25代君主。 朝鮮國王（尊稱主上殿下），本名李元範。永平君的異母弟弟。從表面上看是個文雅懦弱的傀儡王，但隱藏著很多秘密。人們嘲笑哲宗是為了不像家人一樣被殺才自願成為傀儡，但實際上他最害怕的是：按照那些人的願望，他成為了一個無能的國王，什麼都無法做就死去。隱藏著夢想的哲宗，暗地裡規劃他的改革夢，是個面對不斷阻擋自己的命運，也不輕易屈服的堅強的複合型人物，具備著雙面的性格，後期逐漸愛上裝著張奉煥靈魂的金昭容。                                                  | 宋昱璁   | 陳啟熾 （童年：王綺婷） |
| 裴宗玉 （童年：申海潤） | 純元王后 | 太皇太后 | 大王大妃，作為王室地位最高的長輩，像是動物園的母獅一樣的人物。雖然威風凜凜，但真正餵食她像飼養員般存在的，是她的弟弟金左根。大王大妃對生活感到滿足，所以自己選擇了像是動物園的母獅生活。雖然看似被弟弟金左根左右，但實際上在動搖金左根的是大王大妃本人。曾說過「除非我自己說要交出權力，任何人不能強迫我」。 | 魏晶琦   | 曾慶珏                  |
| 金太祐                  | 金左根   |          | 訓練大將，大王大妃的弟弟，貪戀權力的外戚和權臣。他認為：為了維持現狀，需要越來越大的力量。因此，基本上他關心的不是推翻世界，而是維持世界的既得利益者的典型。雖然裝作不知情，但其實知道金炳仁對昭容的心意。 | 梁興昌   | 陳力航                  |

### 主角周邊人物
| 演員                    | 角色                       | 原版角色     | 介紹 | 粵語配音 |
| 羅人友 （童年：金正哲） | 金炳仁                     | 九王齊翰     | 新任兵曹判書。金左根的養子，與昭容名義上是堂兄妹。擁有比金左根更強的交際手腕，愛慕昭容甚至不求回報。發現哲宗和昭容的關係變得友好後，開始嫉妒哲宗。最後雖知道了真正的昭容已經不在一度想逼死中殿，最後心軟救下中殿後被金方遠砍死。 | 簡懷甄   |
| 薛仁雅 （童年：嚴瑞賢） | 趙花真                     | 趙王妃江映月 | 哲宗在未即位，被流放到江華島前，在那時如命運般相遇的初戀女子。昭容成為王妃後被冊封為後宮，位號為正一品「宜嬪」（尊稱慈駕）。也許和昭容相比，王妃的位置更適合她。單純的只知道愛情的她，因婢女五月之死，心裡逐漸的黑化，在池塘邊被中殿點出已經失去了自己後向哲宗坦白是自己拿了帳本並承認自己不是當年救他的人。自請廢位，後幫助哲宗與王后回到王宮。 | 黃紫嫻   |
| 劉旻奎                  | 永平君                     | 趙王         | 哲宗的異母哥哥，本名李景應，擔任看守哲宗寢宮的禁衛大將。比起方法，更重視目的的正確性，在價值觀上與哲宗對立。喜歡趙花真，對安東金氏出身的昭容存有偏見。在趙花真被廢時傷心憤怒的找哲宗決鬥。 | 黃榮璋   |
| 李在源                  | 洪別監                     |              | 哲宗江華島時期的朋友，本名洪斗仁。以「宮內降落傘」著稱的他在平時只關心齋飯，因粗魯的言行在背後受人嘲笑。但瞭解後發現，他是哲宗隱藏的助手，就像暗行御史一樣。作為朝鮮版軍服式御宅，他掌握了相當多的戰術理論，並擅長使用槍械。早期為了打聽情報接近金晥，但內心其實早已把他當成真正的朋友。                                                         | 馮瀚輝   |
| 永才                    | 金晥 （香港Now譯名為金煥） |              | 炳仁與昭容的堂弟，純真無邪的金家老么，個性直率沒有心機，喜歡紅蓮(洪燕)。由於沉迷於與洪別監打交道的金錢鬥爭，將家中大小事都張揚出去，所以出乎意料的成為金氏家族的「X-Man」。 | 周倚天   |

### 皇宮周邊人物
| 演員   | 角色                       | 原版角色 | 介紹 | 粵語配音 |
| 車清華 | 崔尚宮                     |          | 跟隨在昭容旁的尚宮女官，是個動不動就說「不行」的嘮叨機器人。出於「宮中的一切都是最好的」想法，討厭出宮，對於像野馬一樣蹦蹦跳跳的昭容，變得越來越擔心。與待令熟手互相愛慕。                                                                                                 | 黃鳳英   |
| 金吝勸 | 萬福                       |          | 御膳房的待令熟手（主廚）。中人出身的宮廷料理專家。對經常出入御膳房的中殿保持警戒，並且針鋒相對。比起義氣，更注重實際利益的他，是朝鮮時代版如同奉煥一般的男人，一開始對於中殿烹飪的方式有所干涉，但後來也成為了昭容的幫手。與崔尚宮互相愛慕，最後出宮與之會合一起攻進王宮。 | 何家裕   |
| 趙妍熙 | 神貞王后                   |          | 相信各種迷信的趙大妃。被大王大妃排擠的像是挺不起腰來。在她朗朗笑臉的背後，隱藏著對兒子憲宗之死的怨恨。雖然她的行為就像是個盲目迷信的愚蠢女子，但實際上是個對生存有著強烈的執著、掌握著豐壤趙氏的野心家。                                                                   | 王綺婷   |
| 蔡徐恩 | 紅蓮 （香港Now譯名為洪燕） | 綠籬     | 從老家帶來照顧昭容的僕人。雖然總是笑瞇瞇的，從小習慣奴婢生活的她，其實是無所不能的生活達人，個性膽小，是昭容的忠僕。愛慕洪別監。 | 張惠雯   |
| 全培秀 | 金汶根                     |          | 永恩府院君，昭容的父親。因物欲極強，別稱「包物府院君」、「包物大監」。身兼司饔院顧問的他，經常盜取貢品，雖然積習不改，但對女兒極盡疼愛，堪稱「女兒傻瓜」。後聽了殿下的話開了庫房資助貧民得到好名聲，在金氏倒台後被救助過的貧民保護起來免於一難。                           | 何家裕   |
| 金廣植 | 趙德文                     |          | 吏曹判書。趙花眞的父親。 | 簡懷甄   |
| 宋閔亨 | 金炳學                     |          | 領議政。 | 馮瀚輝   |
| 高仁範 | 趙萬弘                     |          | 右議政。 | 何家裕   |
| 姜智厚 | 金石根                     |          | 左議政。 | 黃榮璋   |
| 孫光業 | 金昌協                     |          | 兵曹判書。 | 周倚天   |
|        | 金洙熏                     |          | 都承旨。 |          |
| 金承旭 |                            |          | |          |
| 金周英 | 五月                       |          | 趙花眞的婢女。被金方遠所殺害。 | 姜嘉蕾   |

### 現代
| 演員                | 角色   | 原版角色 | 介紹 | 國語配音 | 粵語配音                         |
| 崔振赫 （特別出演） | 張奉煥 | 張鹏     | 因意外靈魂穿越到朝鮮王妃的青瓦台主廚。態度轉換、言行不一的虛勢男。對他人的視線毫不關心，對自身廚藝甚至有一套「廚藝左右政治」哲學。雖然像是不知天高地厚在奔跑的野馬一樣的男人，但出乎意料的是他非常討厭疼痛。是個比起穿越到朝鮮時代，更加執著於「GG不見了」的男人。 下定決心在朝鮮時代安居樂業的契機是充滿活力的朝鮮國庫和漂亮姐姐們的天地－宮廷的內命婦們。雖然奉煥百無禁忌，但並不是喜歡男人的那一型。他最常說的口頭禪是「想回到什麼都很便利的大韓民國」。但在什麼都沒有、一切都可以成為首創之地的朝鮮，他感受到了成就感。卻也多了不屬於自己的琴技、縫紉等技術。 | 李世揚   | 陳漢祺                           |
| 李哲民              | 韓杓鎮 |          | 青瓦台室長。 |          | 高瀚章                           |
| 崔永敏              | 李醫生 |          | 張奉煥的主診醫生。 |          | 周倚天                           |
| 李秀妍              |        |          | 照顧張奉煥的護士。 |          | 黄紫娴                           |
| 金俊元              | 傳勝民 |          | 張奉煥的副手，對其不滿。 |          | 簡懷甄（第1集） 陳力航（第20集） |
| 韓智鎬              |        |          | 刑警 |          | 周倚天                           |

### 其他人物
| 演員   | 角色   | 介紹 | 粵語配音 |
| 尹鎮鎬 |        | 尚膳。擔任哲宗隨身秘書的內侍。是接受安松金氏家族指令行動的奸細，後洗心革面輔佐。                                             | 何偉誠   |
| 全榮美 | 千尚宮 | 純元王后的尚宮。 | 姜嘉蕾   |
| 李勝雅 | 韓尚宮 | 趙大妃的尚宮。 | 冼詠儀   |
| 姜彩元 | 曇香   | 在御膳房的小小宮女。後來為了救金昭容而被賜死，哲宗得知後讓其喝酒詐死。                                                       | 王綺婷   |
| 柳正浩 |        | 曇香的父親，東匪首領，後助哲宗回歸王宮。                                                                                     | 陳漢祺   |
| 金方遠 |        | 金左根手下以藥品控制之面具殺手，左臉有一道明顯傷疤，平時以內侍身分潛藏，武力才能不弱於一般武將。最後死於洪別監和永平君之手。 | 高瀚章   |
| 崔亨柱 | 李京元 | 新君。由純元王后和金左根推出欲取代哲宗的繼位者，興敏大院君12代王孫。                                                         | 王綺婷   |
| 金藝智 | 尹鏡玉 | 坡平尹氏。冊封內命婦從二品「淑儀」，被中殿揀擇選入後宮。                                                                     | 姜嘉蕾   |
| 李孝彬 | 閔慈賢 | 驪興閔氏。冊封內命婦從二品「淑儀」，被中殿揀擇選入後宮。                                                                     | 冼詠儀   |
| 姜多賢 | 洪心香 | 南陽洪氏。冊封內命婦從二品「淑儀」，被中殿揀擇選入後宮。                                                                     | 王綺婷   |
| 李恩珠 |        | 曇香的母親 | 冼詠儀   |
| 尹鋒吉 | 都薛里 | 隸屬於管理貢品的世運館。 | 周倚天   |
| 尹基元 |        | 御醫。 | 馮瀚輝   |
| 孫素芒 | 姜內人 | 大妃殿內人。發現被埋在土裡趙花真送給五月的配飾，而拿去變賣的宮女。                                                           | 冼詠儀   |
| 李泰劍 | 金內官 | | 高瀚章   |
| 李哲民 | 韓深邕 | 韓室長的祖先，兩人臉孔神似。被昭容以購買假族譜冒充兩班、在水裡投毒和後代有問題為由帶去閹割變成太監。                         | 高瀚章   |
| 金蘭熙 | 巫師   | 趙大妃請來向金昭容施咒的巫女。                                                                                               | 姜嘉蕾   |
| 白在進 | 萬物商 | 售賣清國商品的商人。 | 陳力航   |
| 張容福 |        | 裁縫 | 馮瀚輝   |
| 崔耀漢 |        | 趙大妃請來為其推測命運的和尚。                                                                                               | 何偉誠   |

## 歷史及各方考證
- 哲仁王后冊妃日為哲宗2年9月25日（1851年，咸豐元年）[9]，當時的時序應為秋末，但崔尚宮卻於嘉禮前一日稱當刻為道光年間。
- 劇中除出現安東金氏及豐壤趙氏兩派代表王室長輩：純祖遺孀：明敬大王大妃、文祖遺孀：孝裕王大妃外，憲宗遺孀：明憲大妃並無出現，亦不可能身為慈殿於各種場合皆無蹤影。
- 由於3代前任國王遺孀皆仍在世，作為前前任朝鮮國王正配的神貞王后趙氏當時按照法度嚴格上並非大王大妃或大妃，而是王大妃。當時的大妃為其媳婦孝定王后洪氏。
- 由於哲宗繼位乃繼承純祖之大統，純祖王妃：哲宗朝明敬大王大妃金氏，身分嚴格上為「母妃」而非祖母。
- 按照名義，趙王大妃乃哲仁王后之妯娌，而實質上為堂妯娌，但無論本身抑或名義，亦絕不可能為婆媳關係，但金昭容卻稱呼趙大妃為「어머니」（即母親的意思）。而第6集，趙大妃更是表示自己的地位乃哲宗之母親，實為謬誤，憲宗雖為先王，但法度上乃哲宗之侄。
- 朝鮮哲宗後宮趙氏之品階為從一品貴人，而非正一品嬪。終朝鮮500年，被冊為正一品宜嬪的只有正祖後宮宜嬪成氏。
- 貴人趙氏出身平壤趙氏非豐壤趙氏一派，冊封為貴人乃哲宗10年，並非哲宗2年。趙氏受冊時，中殿金氏已於前一年生下元子，甚至於哲宗10年當年夭折。若趙花真並非上述之貴人趙氏，則趙花真一角乃虛構杜撰人物。
- 劇中第4和第5集，金昭容落水前繡的手絹被發現，上面繡了「放弃虚假的我」，句子以現代白話文語法書寫，字體是簡化漢字，明顯與朝鮮王朝流行的文言文體裁和傳統漢字不一致。
- 於第6集任命金炳仁的教旨上寫道：「金炳仁為 從一品 行判義禁府事 咸豐2年10月初四日」，但義禁府首長—判義禁府事乃從二品，非從一品。
- 劇中哲宗提到童年往事為「8年前」，若以當時為1852年推算，8年前1844年的貴人趙氏只有2歲，是不可能於當時與哲宗相識相戀的。
- 劇中幾位高官包括右議政趙萬弘（조만홍）、左議政金石根（김석근）及吏曹判書（第6集，哲宗和趙花眞交談時稱其為副承旨）趙德文（조덕문，趙花眞之父）均為虛構人物。
- 此劇的領議政金炳學（김병학）雖是真實存在的人物，但他在1853年時還只是縣監而已。直到1867年（高宗朝）才成為領議政。
- 第7集神貞王后請居士作法，居士在一木牌上刻著「金昭容癸巳（1833）年甲辰月庚子日」欲謀害中殿。但哲仁王后出生於1837年，此為道具製作的瑕疵。
- 第8集金晥對金炳仁說：「娘娘比我年長這麼多...」（哲仁王后冊妃時未滿15歲）；且在第9集時，金晥對洪別監說：「那是我年少無知14歲時犯過的錯」，前後不過就幾天光景。那麼金晥應該是幾歲才會這麼說？這劇集的人物設定十分耐人尋味。
- 由故事初期金昭容於行嘉禮前夕的「道光年間」直到第6集金炳仁被任命為判義禁府事的「咸豐2年10月初四」，劇中一直處於盛夏時值，位處北邊的漢城竟一次雪也沒下過，湖連一次冰也沒結過。但第7集卻又明確表示只是過了一週時間，而道光年間到咸豐2年10月初四竟只用了一週時間。
- 於第11集，通過後宮揀擇再冊封多3位後宮，包括出身坡平尹氏的尹鏡玉、驪興閔氏的閔賢慈及南陽洪氏的洪心香。3位於劇中皆封為從二品淑儀，但朝鮮哲宗沒有一位後宮出身坡平尹氏、驪興閔氏及南陽洪氏，3人為虛構人物。
- 第13集，在查焰硝事件時，哲宗說：「...正是寡人即位那年，己酉年；也是金左根大人當上訓鍊(練為錯字)大將的一年...」，但《哲宗實錄》哲宗2年4月4日第一筆記錄卻這樣記載：「○庚申/以金左根爲訓鍊大將, ...」。同日的《承政院日記》亦記載著：「○政院啓曰，新除授訓鍊大將金左根，卽爲牌招、傳授命召，何如? 傳曰，允。」由此可見，劇中哲宗的記憶顯然有誤。
- 於冊封3位之教旨寫道：「教旨。XXX門/氏，XXX（父親之姓名）的女息。XXX（姓名）封內命婦從二品嬪。此外高度评价美丽和直綫，並降低了淑儀的綽號，努力為主上和中殿的补充。辛卯年四月十日。」。
  - 以上的問題包括：
  - 於尹氏、閔氏的教旨用「XXX氏」，但於洪氏之教旨卻用「南陽洪門」而非「南陽洪氏」。
  - 於朝鮮，只有正一品嬪為嬪（大嬪[註 6] 、王世子嬪、王世孫嬪、王世子遺孀等超品之嬪另當別論）[註 7] ，從一品貴人或以下並不視作為嬪，不能與唐朝九嬪、宋朝十八嬪等之昭儀、淑儀、昭容等相提並論。教旨中之淑儀於朝鮮乃朝鮮國王之嬪御，但不應視作為從二品嬪，而是簡單稱作從二品內命婦或內命婦從二品淑儀。
  - 教旨內之「評價」、「美麗」及「補充」皆以簡化漢字書寫，而非傳統漢字。
  - 哲宗年間（1849年7月25日－1864年1月16日）並無辛卯年，哲宗三年前後最近的辛卯年乃20年前的純祖31年（1831年）及40年後的高宗28年（1891年）。（懷疑本身書寫的年份乃辛亥年，即哲宗二年（1851年），但若果如此，4月10日的設定則返回哲仁王后行嘉禮之半年前，時間設定紊亂。）
  - 教旨裡許多語法及用詞皆令人費解，用詞不當包括淑儀並非綽號而為位號。（推測編劇和導演不諳文言文，只用機器翻譯將現代韓文粗略翻譯為現代白話文。）
- 第18集，哲宗為平民亂所下的教旨亦犯了上述現代白話文的疏失。
- 於金左根請辭的上疏，訓練大將錯寫成「訓鍊大將」
- 關於金左根請辭上疏的「訓鍊大將」，在朝鮮王朝實錄中只要記錄的內容中提到「訓練大將」其漢文原本寫的的確是「訓鍊大將」，只是在翻譯成現代韓文的過程中以漢字「訓練大將」加註而已。例如：哲宗2年4月4日第一筆記事「○庚申/以金左根爲訓鍊大將, 白殷鎭爲禁衛大將」。在實錄中共可以看到3種版本，現代韓文加註漢字版本、漢字文言文版本，及印刷的漢字文言文原版。而後二者的內容都是「訓鍊大將」。
- 趙大妃於劇中一再表示可以將宜嬪趙花真扶正為中殿，但自從朝鮮肅宗因張禧嬪一事於肅宗27年10月7日（1701年）下旨，「自今著爲邦家之典, 不得以嬪御登后妃」。後，為遵從肅宗希望後世子孫不要以妾為妻，以免後宮懷有奪嫡之心的本意，後宮嬪御基本上不可能被扶正為妃。
- 在第18集，宮中為哲宗駕崩舉行喪禮，假如該集時間為哲宗14年，那純元王后理應早己逝世（哲宗8年逝世），且尊神貞王后為大王大妃。（此段演譯的並非哲宗真實的死亡，而是純元王后與金左根為了奪權而宣佈的假死訊。且當時的時間為咸豐2年，11月底；哲宗3年，全部為虛構劇情）。
- 第20集，哲宗把純元王后和神貞王后幽禁於西宮，但純元王后和神貞王后直到逝世為止，一直沒有被幽禁於西宮，終朝鮮500年，被幽禁於西宮的只有宣祖繼妃仁穆王后。
- 因故事進入另外平行時空，朝鮮哲宗因開創盛世而被追尊為哲祖，但若為盛世君王，應不以哲為廟號。
- 神貞王后在劇中表面仁慈心善，内裏卻非常惡毒，但歷史上的神貞王后非常孝順[10]，甚至於高宗即位後終結了安東金氏的勢道政治。
- 歷史上憲宗死於是病患，因此神貞王后並沒有可能因憲宗之死而產生怨恨。
- 「慈駕」是對公主的尊稱，因此並沒有可能對王的後宫尊稱為「慈駕」。

## 原聲帶
- Part.1（發行日期：2020年12月13日）[11]

| 曲序 | 曲目             | 演唱   | 时长 |
| ---- | ---------------- | ------ | ---- |
| 1.   | 奉煥啊（봉환아） | Norazo | 2:37 |
| 2.   | 奉煥啊（Inst.）  |        | 2:37 |

- Part.2（發行日期：2020年12月27日）[12]

| 曲序 | 曲目                             | 演唱   | 时长 |
| ---- | -------------------------------- | ------ | ---- |
| 1.   | 心成為了星星（마음이 별이 되어） | 張寒星 | 4:07 |
| 2.   | 心成為了星星（Inst.）            |        | 4:07 |

- Part.3（發行日期：2021年1月3日）[13]

| 曲序 | 曲目               | 演唱                 | 时长 |
| ---- | ------------------ | -------------------- | ---- |
| 1.   | Here I am          | 趙賢雅（城市札卡巴） | 3:58 |
| 2.   | Here I am（Inst.） |                      | 3:58 |

- Part.4（發行日期：2021年1月9日）[14]

| 曲序 | 曲目            | 演唱                  | 时长 |
| ---- | --------------- | --------------------- | ---- |
| 1.   | PUZZLE          | 韶宥＆朴佑鎭（AB6IX） | 2:59 |
| 2.   | PUZZLE（Inst.） |                       | 2:59 |

- Part.5（發行日期：2021年1月16日）[15]

| 曲序 | 曲目                | 演唱   | 时长 |
| ---- | ------------------- | ------ | ---- |
| 1.   | Keep Going          | DinDin | 3:56 |
| 2.   | Keep Going（Inst.） |        | 3:56 |

- Part.6（發行日期：2021年1月17日）[16]

| 曲序 | 曲目                                                | 演唱  | 时长 |
| ---- | --------------------------------------------------- | ----- | ---- |
| 1.   | 哲仁時代（偉大的食譜）（철인시대（위대한 레시피）） | sEODo | 3:50 |
| 2.   | 哲仁時代（偉大的食譜）（Inst.）                     |       | 3:54 |

- Part.7（發行日期：2021年1月31日）[17]

| 曲序 | 曲目                            | 演唱          | 时长 |
| ---- | ------------------------------- | ------------- | ---- |
| 1.   | To my one and only you          | Xiumin（EXO） | 4:31 |
| 2.   | To my one and only you（Inst.） |               | 4:31 |

- Part.8（發行日期：2021年2月7日）[18]

| 曲序 | 曲目                 | 演唱   | 时长 |
| ---- | -------------------- | ------ | ---- |
| 1.   | Like a star          | 林韓星 | 4:25 |
| 2.   | Like a star（Inst.） |        | 4:25 |

- Part.9（發行日期：2021年2月13日）[19]

| 曲序 | 曲目           | 演唱                         | 时长 |
| ---- | -------------- | ---------------------------- | ---- |
| 1.   | Venus          | 文鐘業(B.A.P)（feat. VIINI） | 3:11 |
| 2.   | Venus（Inst.） |                              | 3:11 |

- Part.10（發行日期：2021年2月17日）

| 曲序 | 曲目                     | 演唱   | 时长 |
| ---- | ------------------------ | ------ | ---- |
| 1.   | 就像初雪一樣（첫눈처럼） | 金正賢 | 3:41 |
| 2.   | 就像初雪一樣（Inst.）    |        | 3:41 |

- Part.11（發行日期：2021年2月18日）

| 曲序 | 曲目                      | 演唱   | 时长 |
| ---- | ------------------------- | ------ | ---- |
| 1.   | LIKE IT'S SUMMER          | A-YEON | 3:10 |
| 2.   | LIKE IT'S SUMMER（Inst.） |        | 3:10 |

## 收視率

### 韓國
| 集數       | 播出日期   | 標題             | AGB收視率        | AGB收視率      |
| 集數       | 播出日期   | 標題             | 大韓民國（全國） | 首爾（首都圈） |
| ---------- | ---------- | ---------------- | ---------------- | -------------- |
| 1          | 2020/12/12 | 張奉煥夢遊仙境   | 8.030%           | 8.657%         |
| 2          | 2020/12/13 | 無人知曉         | 8.800%           | 9.527%         |
| 3          | 2020/12/19 | 與敵人同寢       | 9.022%           | 9.709%         |
| 4          | 2020/12/20 | 知道太多的男人   | 10.447%          | 11.414%        |
| 5          | 2020/12/26 | 容易受傷的腳後跟 | 11.337%          | 11.953%        |
| 6          | 2020/12/27 | 理解與誤解之間   | 11.805%          | 12.549%        |
| 7          | 2021/01/02 | 面具             | 12.414%          | 13.250%        |
| 8          | 2021/01/03 | 危險的關係       | 12.271%          | 12.953%        |
| 9          | 2021/01/09 | 光明與黑暗       | 12.066%          | 13.014%        |
| 10         | 2021/01/10 | 活在噩夢裡       | 12.836%          | 14.014%        |
| 11         | 2021/01/16 | 沒能被原諒的人   | 12.517%          | 13.354%        |
| 12         | 2021/01/17 | 劍上舞           | 13.224%          | 14.252%        |
| 13         | 2021/01/23 | 沒有明天         | 12.797%          | 13.809%        |
| 14         | 2021/01/24 | 死即生的女人     | 13.623%          | 15.061%        |
| 15         | 2021/01/30 | 這領域的瘋女人   | 14.534%          | 15.933%        |
| 16         | 2021/01/31 | All in（梭哈）   | 14.946%          | 15.872%        |
| 17         | 2021/02/06 | 懷孕是美麗的     | 14.510%          | 15.682%        |
| 18         | 2021/02/07 | 記憶的逆襲       | 14.844%          | 15.496%        |
| 19         | 2021/02/13 | 從地獄歸來的人   | 14.227%          | 15.132%        |
| 20         | 2021/02/14 | 沒有我的人生     | 17.371%          | 18.554%        |
| 平均收視率 | 平均收視率 | 平均收視率       | 12.581%          | 13.509%        |

- 收視最低的集數以藍色表示，收視最高的集數以紅色表示，而空格則表示該集的收視沒有相關數據。

### 香港
| 集數   | 播映日期                       | 電視直播收視 | 備註   |
| 1－5   | 2021年12月27日－2021年12月31日 | 3.0點        | [ 21 ] |
| 6－10  | 2022年1月3日－2022年1月7日     | 3.7點        | [ 22 ] |
| 11－15 | 2022年1月10日－2022年1月14日   | 4.1點        | [ 23 ] |
| 16－20 | 2022年1月17日－2022年1月21日   | 4.7點        | [ 24 ] |
| 21－25 | 2022年1月24日－2022年1月28日   | 5.1點        | [ 25 ] |
| 26－30 | 2022年1月31日－2022年2月4日    | 4.7點        | [ 26 ] |
| 31－32 | 2022年2月7日－2022年2月8日     | 5.4點        | [ 27 ] |

## 同時段作品
週五六時段劇集
- SBS 金土連續劇：《飛吧開天龍》
- JTBC 金土連續劇：《Hush》

週末時段劇集
- KBS2 週末連續劇：《Oh！三光公寓！》
- OCN 週末經典連續劇：《驚奇的傳聞》

## 話題性
| 日期      | 佔有率 | 排名 |
| --------- | ------ | ---- |
| 12月第2週 | 11.24% | 4    |
| 12月第3週 | 11.17% | 4    |
| 12月第4週 | 12.36% | 2    |
| 12月第5週 | 13.24% | 2    |
| 1月第1週  | 10.52% | 2    |
| 1月第2週  | 16.30% | 3    |
| 1月第3週  | 18.00% | 1    |
| 1月第4週  | 22.66% | 1    |
| 2月第1週  | 19.20% | 1    |
| 2月第2週  | 30.46% | 1    |

| 日期      | 排名   | 排名   | 排名   | 排名   |
| 日期      | 申惠善 | 金正賢 | 羅人友 | 崔振赫 |
| --------- | ------ | ------ | ------ | ------ |
| 12月第2週 | 4      | 10     | -      | -      |
| 12月第3週 | 8      | -      | -      | -      |
| 12月第4週 | 2      | 8      | -      | -      |
| 12月第5週 | 3      | 6      | -      | -      |
| 1月第1週  | 3      | 5      | -      | -      |
| 1月第2週  | 3      | 5      | -      | -      |
| 1月第3週  | 1      | 2      | -      | -      |
| 1月第4週  | 1      | 3      | -      | -      |
| 2月第1週  | 1      | 4      | -      | -      |
| 2月第2週  | 1      | 2      | 5      | 9      |

## 迴響
- 《哲仁王后》創下2020年tvN電視劇中最高首播收視，同時是歷代tvN週末電視劇首播收視率第2位（第一名為《陽光先生》），全體tvN電視劇首播收視率第3位（前兩名分別為《陽光先生》、《男朋友》）。
- 《哲仁王后》大結局收視率達到大韓民國（全國）17.371%/首爾（首都圈）18.554%，躍居tvN歷代電視劇最高收視率第五位。
- 《哲仁王后》於香港ViuTV播出以來，一直居高平日黃金時段收視，部分集數的收視更超越同時期該台自製劇《IT狗》[29]，亦為該台啟播以來播出過的外購韓劇之中平均收視最高的一套（另一套為2016年播出之《太陽的後裔》），外購韓劇於香港免費電視台取得高收視實屬罕見。

## 外部連結
- 韓國tvN官方網站
- Daum上《哲仁王后》的資料
- NAVER上《哲仁王后》的資料
- 臺灣東森電視官方網站（繁體中文）

| tvN 週末劇                                 | tvN 週末劇                                     | tvN 週末劇 |
| ------------------------------------------ | ---------------------------------------------- | ---------- |
|                                            | 哲仁王后 （2020年12月12日－2021年2月14日）     |            |
| Start-Up （2020年10月17日－2020年12月6日） | 黑道律師文森佐 （2021年2月20日－2021年5月2日） |            |

| 新加坡、 马来西亚、 印度尼西亞 tvN Asia · 星期日、一 新馬 21:50 - 23:05 · 印尼 20:50 - 22:05 | 新加坡、 马来西亚、 印度尼西亞 tvN Asia · 星期日、一 新馬 21:50 - 23:05 · 印尼 20:50 - 22:05 | 新加坡、 马来西亚、 印度尼西亞 tvN Asia · 星期日、一 新馬 21:50 - 23:05 · 印尼 20:50 - 22:05 |
| -------------------------------------------------------------------------------------------- | -------------------------------------------------------------------------------------------- | -------------------------------------------------------------------------------------------- |
|                                                                                              | 哲仁王后 （2020年12月13日－2021年2月15日）                                                   |                                                                                              |
| 玩家 （2018年9月30日－2018年11月12日）                                                       | 成为王的男人 (2021年2月21日－2021年4月12日)                                                  |                                                                                              |

| 香港 Now劇集台 每日 22:00 - 23:00                                                                                                   | 香港 Now劇集台 每日 22:00 - 23:00                   | 香港 Now劇集台 每日 22:00 - 23:00                 |
| --- | --------------------------------------------------- | ------------------------------------------------- |
| | 哲仁王后 （2021年6月29日－2021年7月30日）           |                                                   |
| （2021年6月7日－2021年6月28日） | The Penthouse 2 （2021年7月31日－2021年8月20日）    |                                                   |
| 香港 ViuTV 星期一至五 20:30－21:30                                                                                                  |                                                     |                                                   |
| Missing：他們存在過 （2021年12月2日－2021年12月24日）                                                                               | 哲仁王后 （2021年12月27日－2022年2月8日）           | 女神降臨 （2022年2月9日－2022年3月17日）          |
| 香港 ViuTV 星期一至五 13:30－14:30 · 2022年11月21日至12月5日、12月7日、14日及15日 13:15－14:15 · 2022年12月6日、26日及27日 暫停播映 |                                                     |                                                   |
| Missing：他們存在過（重播） （2022年10月18日－2022年11月10日）                                                                      | 哲仁王后（重播） （2022年11月11日－2022年12月29日） | （重播） （2022年12月30日－2023年2月3日）         |
| 香港 ViuTV 星期二至六（星期一至五深夜）01:30－02:30                                                                                 |                                                     |                                                   |
| 日與夜（重播） （2023年5月26日－2023年6月24日）                                                                                     | 哲仁王后（重播） （2023年6月27日－2023年8月9日）    | 女神降臨（重播） （2023年8月10日－2023年9月15日） |

| 臺灣 衛視中文台 星期一至五 21:00 - 22:00           | 臺灣 衛視中文台 星期一至五 21:00 - 22:00                                                                       | 臺灣 衛視中文台 星期一至五 21:00 - 22:00        |
| -------------------------------------------------- | --- | ----------------------------------------------- |
|                                                    | 哲仁王后 （2021年10月19日－2021年12月3日）                                                                     |                                                 |
| 三流之路 （2021年9月20日－2021年10月18日）         | 想見你（重播） （20:00 - 22:00） （2021年12月6日－2021年12月20日）如果花知道 （2021年12月20日－2022年2月11日） |                                                 |
| 臺灣 中視主頻 星期一至五 22:00 - 24:00             | |                                                 |
| 白髮（重播） （2023年10月31日－2023年12月8日）     | 哲仁王后 （2023年12月11日－2024年1月26日）                                                                     | 女神降臨（重播） （2024年1月29日-2024年3月5日） |
| 臺灣 愛爾達影劇台 星期一至五 22:00 - 23:30         | |                                                 |
| 鬼怪—孤單又燦爛的神 （2024年8月1日—2024年8月22日） | 哲仁王后 （2024年8月23日—2024年9月19日）                                                                       | 夜限照相館 （2024年9月20日—2024年10月11日）     |
| 臺灣 東森戲劇台 星期一至五 21:00 - 22:00           | |                                                 |
| 產後調理院 （2025年3月13日—2025年3月28日）         | 哲仁王后 （2025年5月5日—2025年6月18日）                                                                        | 偶然成為家人 （2025年7月28日—）                 |